# Amygdalokefáli
Amygdalokefáli, en grec moderne : Αμυγδαλοκεφάλι, est un village du dème de Kissamos, dans le district régional de La Canée, de la Crète, en Grèce. Selon le recensement de 2011, la population d'Amygdalokefáli compte 18 habitants. Le village est situé à une altitude de 460 m et à une distance de 68 km de La Canée.

## Recensements de la population
| Recensements | 1900 | 1920 | 1928 | 1940 | 1951 | 1961 | 1971 | 1981 | 1991 | 2001 | 2011 |
| ------------ | ---- | ---- | ---- | ---- | ---- | ---- | ---- | ---- | ---- | ---- | ---- |
| Population   | 213  | 252  | 246  | -    | 226  | 162  | 105  | 79   | -    | 16   | 18   |